# 마블 시네마틱 유니버스
마블 시네마틱 유니버스(Marvel Cinematic Universe, MCU)는 마블 코믹스의 만화 작품에 기반하여, 마블 스튜디오가 제작하는 슈퍼히어로 영화를 중심으로 드라마, 만화, 기타 단편 작품을 공유하는 가상 세계관이자 미디어 프랜차이즈다. 마블 유니버스와 마찬가지로 마블 시네마틱 유니버스는 플롯, 설정, 캐스팅, 캐릭터를 공유하며, 각 작품마다 다음 작품에 대한 복선 또는 지난 작품와의 연관성이 깔려 있다. 또, 엔딩 크레딧 끝에는 크레딧 쿠키가 삽입되어 있다.
마블 코믹스가 원작인 다른 영화와 마찬가지로 스탠 리가 어벤져스: 엔드게임까지 카메오로 출연했다.

## 만화
| 제목                                                                                               | 이슈 | 출간일           | 출간일           | 글                           | 그림                                    |
| 제목                                                                                               | 이슈 | 첫 출간일        | 마지막 출간일    | 글                           | 그림                                    |
| -------------------------------------------------------------------------------------------------- | ---- | ---------------- | ---------------- | ---------------------------- | --------------------------------------- |
| 아이언맨: 나는 아이언맨이다 Iron Man: I Am Iron Man                                                | 2    | 2010년 1월 27일  | 2010년 2월 24일  | 피터 데이비드                | 숀 천                                   |
| 아이언맨 2: 공공 신상 Iron Man 2: Public Identity                                                  | 3    | 2010년 4월 28일  | 2010년 5월 12일  | 조 케이시, 저스틴 서룩스     | 배리 킷슨                               |
| 아이언맨 2: 쉴드의 요원들 Iron Man 2: Agents of S.H.I.E.L.D.                                       | 1    | 2010년 9월 1일   | 2010년 9월 1일   | 조 케이시                    | 팀 그린, 펠릭스 루이스, 맷 캠프         |
| 캡틴 아메리카: 퍼스트 벤전스 Captain America: First Vengeance                                      | 4    | 2011년 5월 4일   | 2011년 6월 29일  | 프레드 밴렌티                | 닐 에드워즈, 루크 로스                  |
| Marvel's The Avengers Prelude: Fury's Big Week                                                     | 4    | 2012년 3월 7일   | 2012년 4월 18일  | 크리스 요스트, 에릭 피어슨   | 루크 로스                               |
| Marvel's The Avengers: Black Widow Strikes                                                         | 3    | 2012년 5월 2일   | 2012년 6월 6일   | 프레드 밴렌티                | 닐 에드워즈                             |
| 아이언맨 2 Marvel's Iron Man 2                                                                     | 2    | 2012년 11월 7일  | 2012년 12월 5일  | 크리스토스 N. 게이지         | 라몬 로사나스                           |
| 아이언맨 3의 서곡Marvel's Iron Man 3 Prelude                                                       | 2    | 2013년 1월 2일   | 2013년 2월 6일   | 크리스토스 N. 게이지         | 스티브 커스                             |
| 토르: 천둥의 신 Marvel's Thor                                                                      | 2    | 2013년 1월 16일  | 2013년 2월 20일  | 크리스토스 N. 게이지         | 돈 호, 랜 메디나, 오버드라이브          |
| 토르: 다크 월드의 서곡 Marvel's Thor: The Dark World Prelude                                       | 2    | 2013년 6월 5일   | 2013년 7월 10일  | 크레이그 카일, 크리스 요스트 | 스콧 이턴, 론 림                        |
| 퍼스트 어벤져 Marvel's Captain America: The First Avenger                                          | 2    | 2013년 11월 6일  | 2013년 12월 11일 | 피터 데이비드                | 웰린통 아우베스                         |
| Marvel's Captain America: The Winter Soldier Infinite Comic                                        | 1    | 2014년 1월 28일  | 2014년 1월 28일  | 피터 데이비드                | 김락희                                  |
| Marvel's Guardians of the Galaxy Infinite Comic – Dangerous Prey                                   | 1    | 2014년 4월 1일   | 2014년 4월 1일   | 댄 애브닛, 앤디 래닝         | 안드레아 디비토                         |
| 가디언즈 오브 갤럭시의 서곡 Marvel's Guardians of the Galaxy Prelude                               | 2    | 2014년 4월 2일   | 2014년 5월 28일  | 댄 애브닛, 앤디 래닝         | 웰린통 아우베스                         |
| 어벤져스 Marvel's The Avengers                                                                     | 2    | 2014년 12월 24일 | 2015년 1월 7일   | 윌 코로나 필그림             | 조 베넷                                 |
| 어벤져스: 에이지 오브 울트론의 서곡 Marvel's Avengers: Age of Ultron Prelude – This Scepter'd Isle | 1    | 2015년 2월 4일   | 2015년 2월 4일   | 윌 코로나 필그림             | 웰린통 아우베스                         |
| 앤트맨의 서곡 Marvel's Ant-Man Prelude                                                             | 2    | 2015년 2월 4일   | 2015년 3월 4일   | 윌 코로나 필그림             | 미겔 세풀베다                           |
| 앤트맨 - 스콧 랭: 삼류 Marvel's Ant-Man – Scott Lang: Small Time                                   | 1    | 2015년 3월 3일   | 2015년 3월 3일   | 윌 코로나 필그림             | 웰린통 아우베스, 대니얼 고바            |
| 제시카 존스 Marvel's Jessica Jones                                                                 | 1    | 2015년 10월 7일  | 2015년 10월 7일  | 브라이언 마이클 벤디스       | 마이클 게이도스                         |
| 캡틴 아메리카: 시빌워의 서곡 Marvel's Captain America: Civil War Prelude                           | 4    | 2015년 12월 16일 | 2016년 1월 27일  | 윌 코로나 필그림             | 시몬 쿠드란스키                         |
| Marvel's Captain America: Civil War Prelude Infinite Comic                                         | 1    | 2016년 2월 10일  | 2016년 2월 10일  | 윌 코로나 필그림             | 리 퍼거슨, 고란 수주카, 기예르모 모고론 |
| Captain America: Road to War                                                                       | 1    | 2016년 4월 20일  | 2016년 4월 20일  | 윌 코로나 필그림             | 안드레아 디비토                         |